# Ingen utan skuld
Ingen utan skuld är en svensk webbserie som visas på Viaplay. Det första avsnittet kom ut den 14 september 2018.

## Handling
Robert Kastell var en gång i tiden militär som började arbeta för en vapenorganisation, men efter att han fått veta om deras onda motiv så drog han sig ur och är tvungen att leva resten av sitt liv i exil. Kastell flyttar till slut tillbaka till Sverige för att hämnas mot vapensäljaren och affärsmannen Anders Spetz som var involverad i organisationen, men samtidigt så möter Kastell ett par journalister som skulle vilja göra en artikel om Sveriges vapenexport. Spetz försöker försörja sin psykiskt sjuka men återhämtande dotter, och håller på med en vapenförhandling med ett döende företag som leds av VD:n Maggie van Haal.

## Rollista
- Jens Hultén – Robert Kastell
- Krister Henriksson – Martin "Marianne" Lindhe
- Josefin Asplund – Johanna Månsson
- Vera Vitali – Åsa Schiller Fantuzzi
- Henrik Mestad – Anders Spetz
- Niklas Falk – Jarl Myrbrand
- Simon J. Berger – Jens Riis-Jörgenssen
- Björn Bengtsson – Henrik Hammarlund
- Douglas Johansson – Rolf Höglund
- Jamil Drissi – Viljanen
- Nick Fletcher – David Hatch
- Johan Hedenberg – Stefan Larsson
- Göran Thorell – Berger
- Johan Lindell – Karl-Erik Sten
- Cedomir Djordjevic – Pizza Ägaren
- Joel Spira – Mario Fantuzzi
- Bahar Pars – Niloufar Ardalan
- Halina Reijn – Maggie van Haal
- Peter Settman – Konferencier
- Daniel Lägersten – Servitör
- Anja Schmidt – Nina
- Peter Mörlin – Safa